# Toquerville
Toquerville es un pueblo ubicado en el condado de Washington en el estado estadounidense de Utah. En el año 2000 tenía una población de 910 habitantes. 

## Geografía
Toquerville se encuentra ubicado en las coordenadas 37°15′14″N 113°17′9″O / 37.25389, -113.28583. Según la Oficina del Censo, la localidad tiene un área total de 36,7 km² (14,2 mi²), de la cual toda es tierra.

## Demografía
Según la Oficina del Censo en 2000, habían 910 personas residentes en el lugar, 97% de los cuales eran personas de raza blanca. Los ingresos medios por hogar en la localidad eran de $34,038, y los ingresos medios por familia eran $36,146. Los hombres tenían unos ingresos medios de $26,964 frente a los $20,938 para las mujeres. La renta per cápita para la localidad era de $12,713. Alrededor del 14.7% de la población de Toquerville estaba por debajo del umbral de pobreza.